# لويس هنري ليتل
لويس هنري ليتل (بالإنجليزية: Lewis Henry Little)‏ هو عسكري أمريكي، ولد في 19 مارس 1817 في بالتيمور في الولايات المتحدة، وتوفي في 19 سبتمبر 1862 في إيوكا في الولايات المتحدة.